# Dzmitryj Zavadski
Dzmitryj Aljaksandravič Zavadski (in bielorusso Дзмітрый Аляксандравіч Завадскі?, in russo Дми́трий Алекса́ндрович Зава́дский?, Dmitrij Aleksandrovič Zavadskij; 28 agosto 1972 – dichiarato morto nel 2003) è stato un giornalista bielorusso scomparso e presumibilmente ucciso nel 2000 e dichiarato morto il 28 novembre 2003. Ha lavorato come giornalista e cameraman per la televisione pubblica russa Pervyj kanal.

## Biografia
Dal 1994 al 1997, è stato operatore video del presidente bielorusso Aljaksandr Lukašėnka.

### L'incidente del 1997
Nel 1997, Zavadski e il reporter Pavel Šaramet furono arrestati e reclusi dopo aver filmato un rapporto sulla vulnerabilità della sicurezza sul confine tra Bielorussia e Lituania. Zavadski ha filmato Šaramet che, insieme ai suoi autisti, attraversava illegalmente il confine tra la Bielorussia e la Lituania e ritorno, per dimostrare quanto era facile per i contrabbandieri attraversare il confine. Zavadski e Šaramet sono stati accusati di avere infranto l'articolo 17 del Codice Penale (cospirazione per commettere un crimine) e l'articolo 80 (violazione intenzionale del confine di Stato), che comportava una pena detentiva fino a cinque anni.
Gli arresti hanno provocato una ricaduta nei rapporti diplomatici tra Russia e Bielorussia. Le autorità russe hanno criticato la Bielorussia per gli arresti e il presidente russo Boris El'cin ha annullato il viaggio programmato del presidente bielorusso Aljaksandr Lukašėnka a Mosca in segno di protesta. L'invito a Lukašėnka fu revocato dopo che aveva già lasciato la Bielorussia; al suo aereo è stato negato l'accesso per entrare nello spazio aereo russo.
Il processo è iniziato il 17 dicembre 1997 ad Ašmjany, a 55 chilometri dalla capitale lituana Vilnius. La scelta del luogo dove si sarebbe tenuto il processo è stata molto pubblicizzata sia in Bielorussia che in Russia. 
Ašmjany, in quanto città di confine, ha richiesto un permesso speciale per l'accesso, il che ha complicato la situazione per i giornalisti che volevano seguire il caso. Inoltre, l'aula era troppo piccola per ospitare tutte le parti interessate, ma la richiesta di trasferire il processo in un luogo più vasto è stata negata.
Šaramet e Zavadski erano rappresentati dai difensori pubblici bielorussi e dall'avvocato russo Viktor Kuznecov del Pervyj kanal. Gli avvocati hanno sostenuto che non c'erano prove a sostegno che i due avessero varcato illegalmente il confine: l'unica prova esistente era un cartello filmato da Zavadski con scritto "Repubblica di Lituania", e che tecnicamente il cartello in questione si trovava in Bielorussia. Gli avvocati hanno sostenuto che lo Stato avesse fatto arrestare i giornalisti non per un crimine ma per avere criticato la sicurezza delle frontiere. L'avvocato Michail Pastuchov ha invitato la corte a cercare "giustizia, non violenza".
Il 28 gennaio 1998 Šaramet e Zavadski sono stati giudicati colpevoli di tutte le accuse e sono stati condannati a 36 mesi di prigione, ma le condanne sono state sospese.

### La scomparsa
Dall'ottobre 1999 al maggio 2000, Zavadski e Šaramet erano in Cecenia per le riprese di Diario ceceno (Чачэнскі дзеннік), una serie di documentari in quattro parti per Pervyj kanal.
Il 7 luglio 2000, Zavadski raggiunse l'aeroporto nazionale di Minsk per incontrare Šaramet. I testimoni hanno visto Zavadski all'aeroporto e la sua auto è stata successivamente trovata nel parcheggio. Zavadski non è più stato visto da allora.
Zavadski aveva ricevuto minacce telefoniche e, il giorno in cui è scomparso, i suoi vicini hanno visto due uomini che lo seguivano vicino al condominio in cui abitava. I testimoni hanno aiutato il disegnatore della polizia a redigere gli identikit dei due uomini, ma la polizia ha rifiutato di diffonderli.
Secondo il Comitato per la protezione dei giornalisti, alcune fonti in Bielorussia sospettano che Zavadski sia stato assassinato perché aveva filmati che mostravano agenti di sicurezza bielorussi che combattevano in Cecenia al fianco dei ribelli ceceni.
Funzionari bielorussi, tra cui il Vice Ministro degli Affari Interni Mikhail Udovikov, hanno suggerito che Zavadski sia stato rapito dai suoi colleghi di Pervyj kanal, tra cui Šaramet, o da membri dell'opposizione locale a causa del punto di vista "pro-Russia" di Zavadski riguardo alla guerra in Cecenia.
Il 20 novembre 2000, i media indipendenti bielorussi hanno ricevuto un'e-mail anonima da una persona che si era identificata come un ufficiale del Comitato per la sicurezza dello stato bielorusso che lavorava sull'indagine Zavadski in cui si affermava che erano stati arrestati nove sospetti, sette dei quali erano (o erano stati) agenti del servizio di sicurezza presidenziale, e che i sospetti avevano confessato di aver ucciso Zavadski, rivelando dove era stato sepolto. L'e-mail sosteneva che era stata trovata una pala sporca del suo sangue e che il presidente Lukašėnka aveva vietato di riesumare il corpo, ordinando poi che le indagini fossero trasferite dalla procura della Repubblica al Ministero dell'Interno per sabotare l'indagine.
Il giorno seguente, Lukašėnka ha addossato la scomparsa di Zavadski a rapitori ceceni. Una settimana dopo, Lukašėnka ha licenziato quattro dei suoi alti funzionari accusandoli di avere rapito Zavadski per poi coinvolgere lui.

### Il processo
Il 14 marzo 2002, il tribunale regionale di Minsk ha condannato quattro uomini per cinque omicidi, oltre al rapimento di Dzmitryj Zavadski. Due degli uomini, Valerij Ignatovič e Maksim Malik, erano ex membri dell'unità di élite della polizia bielorussa Almaz. Nonostante la condanna, il corpo di Zavadski non è mai stato recuperato e le circostanze della sua scomparsa e di cosa gli sia successo non sono mai state chiarite. Le autorità bielorusse non hanno mai spiegato nemmeno cosa sia successo agli esponenti dell'opposizione Juri Zacharanka e Viktar Hančar, né all'uomo d'affari Anatol' Krasoŭski, tutti scomparsi tra il 1999 e il 2000. In seguito al processo, la Bielorussia è stata oggetto di critiche internazionali e i rappresentanti delle organizzazioni dei diritti umani hanno considerato fallaci sia il processo a porte chiuse che le condanne. Ai giornalisti è stato vietato di assistere al processo: hanno potuto essere presenti solo alla lettura della sentenza.
Nel settembre del 2002, l'Assemblea parlamentare del Consiglio d'Europa ha dichiarato di essere "seriamente preoccupata per la mancanza di progressi" nel caso e ha istituito una sottocommissione per indagare sulle molteplici "sparizioni" in Bielorussia.

### Ulteriori indagini
Nel dicembre del 2003, l'Assemblea parlamentare del Consiglio d'Europa ha affermato che i principali funzionari governativi erano coinvolti nelle sparizioni e nei successivi insabbiamenti. Nel 2004, l'Assemblea ha presentato una risoluzione in cui chiedeva alla Bielorussia di avviare un'indagine penale adeguata sulle sparizioni e ha dichiarato che fino a quando non si fossero verificati significativi progressi nei casi, non avrebbe considerato la riammissione della Bielorussia come membro ospite del Consiglio, da esso espulsa nel 1997.
Nel settembre del 2004, l'Unione europea e gli Stati Uniti hanno emesso divieti di viaggio per cinque funzionari bielorussi sospettati di essere coinvolti nel rapimento di Zavadski: il ministro degli Interni Uladzimir Navumaŭ, il procuratore generale Viktar Šėjman, il ministro dello sport e turismo Jury Sivakoŭ e il colonnello Dzmitryj Paŭličėnka del Ministero degli Interni della Bielorussia. Navumaŭ era stato incaricato di guidare l'inchiesta nonostante si sospettasse che fosse direttamente coinvolto. La Grecia ha negato a Sivakoŭ un visto, impedendogli di partecipare ai giochi olimpici del 2004 ad Atene.
Funzionari bielorussi hanno riaperto due volte l'inchiesta sulla scomparsa di Zavadski - nel 2003 e nel 2005 - ma non sono stati resi noti ulteriori dettagli.
Nel 2007, il Consiglio per i diritti umani delle Nazioni Unite (UNHRC) ha negato alla Bielorussia un seggio dopo pesanti critiche internazionali alla situazione dei diritti umani nel paese e alla mancanza della libertà di stampa, oltre alle sparizioni dei quattro uomini e all'omicidio di Veranika Čarkasava nel 2005.
Nel 2004, la moglie di Dzmitryj Zavadski, Svetlana Zavadska, e Irina Krasoŭska, moglie di Anatol' Krasoŭski, hanno fondato la We Remember Foundation per chiedere giustizia e denunciare le violazioni dei diritti umani in Bielorussia.